# (4534) Rimskij-Korsakov
(4534) Rimskij-Korsakov (1986 PV4) – planetoida z pasa głównego asteroid okrążająca Słońce w ciągu 4,69 lat w średniej odległości 2,8 j.a. Odkryta 6 sierpnia 1986 roku.